# Pesocine, Lenine
Pesocine (în ucraineană Песочне) este un sat în comuna Ostanine din raionul Lenine, Republica Autonomă Crimeea, Ucraina.

## Demografie
Componența lingvistică a localității Pesocine
     Rusă (75,88%)
     Ucraineană (21,49%)
     Tătară crimeeană (1,32%)
     Alte limbi (0,44%)
Conform recensământului din 2001, majoritatea populației localității Pesocine era vorbitoare de rusă (75,88%), existând în minoritate și vorbitori de ucraineană (21,49%) și tătară crimeeană (1,32%).